# Festival dei festival di Lugano
Il Festival dei festival di Lugano o Rassegna internazionale dei festival della cinematografia di montagna è un festival cinematografico nato nel 1993 che si svolge annualmente a inizio settembre a Lugano e presenta i migliori film programmati negli altri festival cinematografici del cinema di montagna appartenenti alla International Alliance for Mountain Film, di cui è socio fondatore.
A contorno delle proiezioni cinematografiche, si svolgono manifestazioni culturali, conferenze, mostre.
Propone anche dal 2002 il concorso cinematografico per video amatori "Premio RTSI", dal 2003 il Premio letterario biennale di letteratura alpina "Città di Lugano" ed il  Memorial Luca Sganzini assegnato ad un personaggio distintosi nell'ambito dell'attività alpinistica, della divulgazione e dell'arricchimento della cultura alpina e dell'impegno a favore della socialità nel contesto montano generale e ticinese in particolare.

## Assegnazione del memorial Luca Sganzini
1997 Aldo Maffioletti, per aver organizzato il soccorso alpino in Ticino;
1998 Giuseppe Brenna, per la stesura puntigliosa delle guide delle Alpi Lepontine;
1999 Bruno Bernasconi, per essere stato la prima guida alpina del Canton Ticino;
2000 Fulvio Mariani e Gianluigi Quarti, per la cinematografia e i documentari Alpini;
2001 Giuliano Nessi, per il suo impegno con i giovani;
2002 ai Cas Ticinesi, per l'impegno nella diffusione dell'alpinismo;
2003 Romolo Nottaris, per aver portato l'alpinismo ticinese fuori dai confini nazionali;
2004 Gruppo Scoiattoli dei Denti della Vecchia, per l'impegno nella diffusione dell'arrampicata;
2005 Rino e Fabio Bernasconi, per il loro impegno in montagna con i diversamente abili;
2006 Ely Riva, per la fotografia alpina;
2007 Liana Gianinazzi, per l'impegno e la costanza in campo alpinistico;
2008 Silvia Metzeltin, per il suo impegno in campo alpinistico e geologico;
2009 Luciano Schacher, per aver saputo conservare l'ideale e l'etica delle grandi guide del passato.
2010 Lorenzo Petazzi, ha saputo propagare l'ideale alpinistico nei suoi molteplici aspetti con encomiabile costanza.
2011 Mario Casella, per l'impegno alpinistico negli audiovisivi.
2012 Giorgio Matasci, Figlio dei monti nostri, ha saputo promuovere con costante dinamismo l'alpinismo nelle valli ticinesi.
2013 Silvio Scalisi ha incarnato i valori più puri nella sua quotidianità legata alla montagna di tutti
2014 Geo Weit Ha operato da protagonista in tutti i mille campi del nostro alpinismo
2015 Teresio Valsesia Con i suoi scritti, il suo sapere e il suo camminare ci ha fatto conoscere le nostre montagne e la storia delle loro genti
2016 Roberto Delorenzi Campione di corsa in montagna 
2017 Luca Bettosini che con la sua Rivista ha saputo portare la conoscenza del nostro mondo alpino con tutte le sue sfaccettature, nelle case di tanti ticinesi